# Nanticoke, Maryland
Nanticoke är en så kallad census-designated place i Wicomico County i Maryland. Vid 2010 års folkräkning hade Nanticoke 225 invånare.